# غاريقون بنسي
غاريقون بنسي (الاسم العلمي: Agaricus benesii) هو نوع من الفطريات يتبع جنس الغاريقون من فصيلة الغاريقونية.